# Torpig
Torpig, auch bekannt als Sinowal oder Anserin (wird überwiegend über  Mebroot rootkit verbreitet), ist eine Botnetz-Variante, die durch unterschiedliche Trojanische Pferde verbreitet wird, die Computer mit Microsoft Windows betreffen. Torpig umgeht Antivirenprogramme durch die Nutzung von Rootkits. Die infizierten Systeme werden nach Zugangsdaten, Passwörtern gescannt und über Keylogger mitgeschnitten. So ist auch ein Man-in-the-middle-Angriff möglich.

## Geschichte
Im November 2008 war die Schadsoftware verantwortlich für die Auspähung von 500.000 Zugängen für Online-Banking und Kreditkarten in den Vereinigten Staaten. Die Software wurde zu dem Zeitpunkt als "one of the most advanced pieces of crimeware ever created" bezeichnet.
Anfang 2009 übernahm ein Team von Sicherheitsexperten der University of California, Santa Barbara für zehn Tage die Kontrolle über das Botnetz. Während dieser Zeit wurde eine bis dahin noch nie dagewesene Menge (über 70 GB) an gestohlenen Daten festgestellt und wurden 1,2 Millionen  IPs zum eigenen Command- & Control-Server umgeleitet. Der  Report zeigt im Einzelnen, wie das Botnetz betrieben wurde.